# Administrative Zone 4
Administrative Zone 4 är en zon i Etiopien.   Den ligger i regionen Afar, i den norra delen av landet, 400 km norr om huvudstaden Addis Abeba.